# Bernardia pulchella
Bernardia pulchella är en törelväxtart som först beskrevs av Henri Ernest Baillon, och fick sitt nu gällande namn av Johannes Müller Argoviensis. Bernardia pulchella ingår i släktet Bernardia och familjen törelväxter. Inga underarter finns listade i Catalogue of Life.